# Philip Rousseau
Philip Rousseau (* 3. Oktober 1939; † 3. September 2020) war ein britischer Patristiker.

## Leben
Er erwarb von 1959 bis 1962 das Lizenziat in Philosophie am Heythrop College in London, von 1962 bis 1965 den B.A. in der modernen Geschichte an der Universität Oxford (Campion Hall) und von 1968 bis 1972 den DPhil an der Geschichtsfakultät in Oxford bei Peter Brown. Von 1972 bis 1998 war er Lecturer/Senior Lecturer/Associate Professor für Geschichte an der University of Auckland und von 2001 bis 2019 Andrew W. Mellon Distinguished Professor of Early Christian Studies an der Catholic University of America.

## Schriften (Auswahl)
- Ascetics, Authority, and the Church in the Age of Jerome and Cassian. Oxford 1978, ISBN 0-19-821870-2.
- Basil of Caesarea. Berkeley 1998, ISBN 0-520-21381-5.
- Pachomius. The Making of a Community in Fourth-Century Egypt. Berkeley 1999, ISBN 0-520-21959-7.
- The Early Christian Centuries. London 2002, ISBN 0-582-25653-4.